# Jornal Vivo

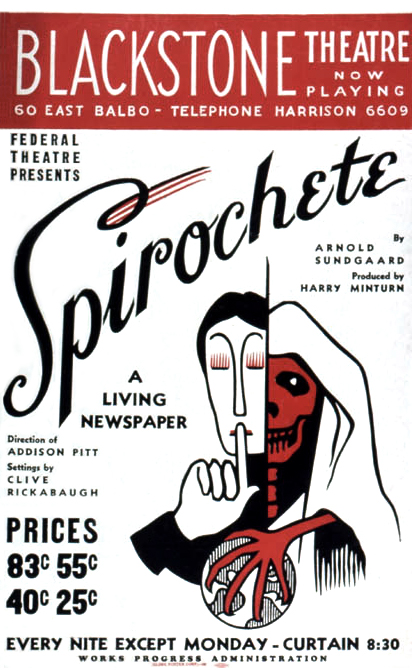
Capa edital Jornal Vivo

Living Newspaper ("Jornal Vivo") é um termo para uma forma teatral que apresenta informações factuais sobre eventos atuais para um público popular. Historicamente, o Living Newspapers promoveu a ação social (de forma implícita e explícita) e reagiu contra as convenções teatrais naturalistas e realistas, mostrando-se defensor das técnicas experimentais mais diretas do teatro agitprop, incluindo o uso extensivo de multimédia.
Apesar de o Living Newspapers ter surgido originalmente na Rússia ("Zhivaya Gazeta"), durante a Revolução Bolchevique,, o termo inglês é mais frequentemente associado aos Living Newspapers produzidos pelo Federal Theater Project ("Projeto do Teatro Federal") . Incentivado pela Works Progress Administration nos Estados Unidos da América de 1930, o governo federal decidiu financiar parte do programa de artes. Então o Federal Theatre Project escreveu e apresentou vários Jornais Vivos sobre questões sociais do quotidiano, incluindo Triple-A Plough Under, Injunction Granted, Um Terço de uma Nação, Poder e Espirochete. Controvérsias em relação à ideologia política do Living Newspapers contribuiram para o encerramento do Federal Theatre Project em 1939, e uma série de Living Newspapers já escritos ou em desenvolvimento nunca foram realizados, incluindo vários que abordavam questões raciais.

## História dos LN do FTP
... the [Living Newspaper] seeks to dramatize a new struggle – the search of the average American today for knowledge about his country and his world; to dramatize his struggle to turn the great natural and economic forces of our time toward a better life for more people.— Hallie Flanagan, National Director of the Federal Theatre Project.
 O programa do Living Newspaper começou muito pouco tempo após o estabelecimento do Federal Theater Project (FTP). Após a nomeação como Diretora Nacional do FTP, em julho de 1935, Hallie Flanagan, professora e dramaturga do Vassar College, e o dramaturgo Elmer Rice, começaram a planejar a organização e o foco do FTP. A New York Living Newspaper Unit surgiu dessa reunião; aliado ao American Newspaper Guild, este primeiro e mais ativo dos Living Newspaper Units empregou jornalistas desempregados e profissionais de teatro de todos os tipos, fornecendo salários para muitos repórteres e artistas desempregados pela Depressão .
A equipa de pesquisa do Living Newspaper Unit compilou rapidamente o seu primeiro jornal vivo, a Etiópia, que começou a ser ensaiado, em 1936, apesar de nunca ter sido apresentado ao público. O governo federal emitiu uma ordem de censura proibindo a representação de chefes de Estado no palco; a ordem efetivamente afugentou a produção, que dramatizou a invasão da Etiópia pela Itália e destacou o ditador italiano Benito Mussolini e outras personalidades da vida real como personagens. Como forma de protesto, Elmer Rice abandonou o FTP.

### O fim do FTP e do Living Newspaper Unit
Apesar do seu crescente e radical sucesso, a maré de opinião do governo voltou-se contra o Projeto Federal de Teatro - e o Living Newspapers em particular - em 1938. Estabelecido nesse ano, o Comitê de Atividades Antiamericanas (HUAC) da Câmara iniciou uma investigação do FTP, focando as suas supostas simpatias comunistas e o propagandismo antiamericano. Flanagan defendeu o FTP e o Living Newspapers, sustentando que o programa havia apresentado propaganda, sim, mas "... propaganda para a democracia, propaganda para melhor moradia", não propaganda contra o governo. Apesar de sua defesa do programa e dos protestos do presidente Roosevelt, o Congresso desmobilizou o FTP - e com isso, a Unidade de Jornal de Nova York - em 30 de julho de 1939.
O fim do FTP e da Unidade deixou muitos guiões Living Newspaper completos e parcialmente desenvolvidos, não executados e inacabados. Entre eles, três de dramaturgos afro-americanos que lidavam com questões raciais e racistas, incluindo Liberty Deferred, de Abram Hill e John Silvera, que acompanhavam a história da escravidão nos EUA e abordavam as punições de afro-americanos no sul . Alguns historiadores sugerem que o Congresso encerrou parcialmente o Projeto Federal de Teatro para sufocar as vozes dos profissionais de teatro afro-americanos e as críticas ao racismo nos EUA, ou que o FTP atrasou a produção dessas peças por medo de tal represália.
Embora não seja mais uma iniciativa financiada pelo governo federal, o projeto Living Newspaper influenciou o teatro progressista no século XXI. Um bom exemplo de uma companhia de teatro atual do estilo do Jornal Vivo é o Coletivo de Teatro DC cuja peça, The Tea Party Project, foi apresentada em Washington DC, em julho de 2010.

## Origens dos Jornais Vivos do FTP
Os criadores dos Living Newspapers construíram formas teatrais que encontraram na Rússia bolchevique, na Alemanha e no teatro operário europeu. Performances parecidas com os jornais apareceram na Rússia bolchevique já em 1919, usando uma variedade de dispositivos (como slides, canções, leituras de jornais e segmentos de filmes) para apresentar notícias e propaganda aos analfabetos. À medida que o formulário amadureceu na Rússia, grupos de trabalhadores colocaram jornais vivos altamente regionalizados, tratando de questões de interesse e preocupação pública. Zhivaya Gazeta (termo russo para "Living Newspaper") atingiu o seu auge entre 1923 e 1928; Hallie Flanagan visitou o país e testemunhou as performances dos trabalhadores durante este período, em 1926. Os grupos de teatro da Blusa Azul, que empregavam sátiras e exigentes acrobacias para trazer notícias ao público, capturaram particularmente a atenção de Flanagan. O trabalho dos artistas russos de teatro Vsevolod Meyerhold e Vladimir Mayakovsky, ativos durante esse tempo, também influenciaram a forma, como o trabalho dos artistas teatrais alemães Bertolt Brecht e Erwin Piscator .